# Trichodes alvearius
Trichodes alvearius es una especie de escarabajo del género Trichodes, familia Cleridae, orden Coleoptera. Fue descrita científicamente por Fabricius en 1792.
La especie se mantiene activa durante casi todos los meses del año.

## Distribución
Se distribuye por Albania, Córcega, Croacia, Chequia, Francia, Italia, Macedonia del Norte, Serbia y Eslovaquia.